# Caesar Wollheim-Werft
Die Caesar-Wollheim-Werft war ein Schiffbaubetrieb mit angegliederter Maschinenfabrik in Cosel (heute polnisch Kozanów), einem ehemaligen Vorort von Breslau in Schlesien. Die Werft gehörte dem Unternehmen Caesar Wollheim, Werft und Rhederei mit Sitz in Breslau, einer Tochtergesellschaft der 1862 von dem jüdischen Kaufmann Caesar Wollheim (1814–1882) gegründeten Berliner Kohlengroßhandlung Caesar Wollheim. Zum Transport der Kohle von den schlesischen Bergwerken nach Berlin betrieb das Handelshaus die eigene Reederei und baute eigene Schiffe. Die Werft entwickelte sich schnell zu einer der führenden Binnenschiffswerften Deutschlands. 

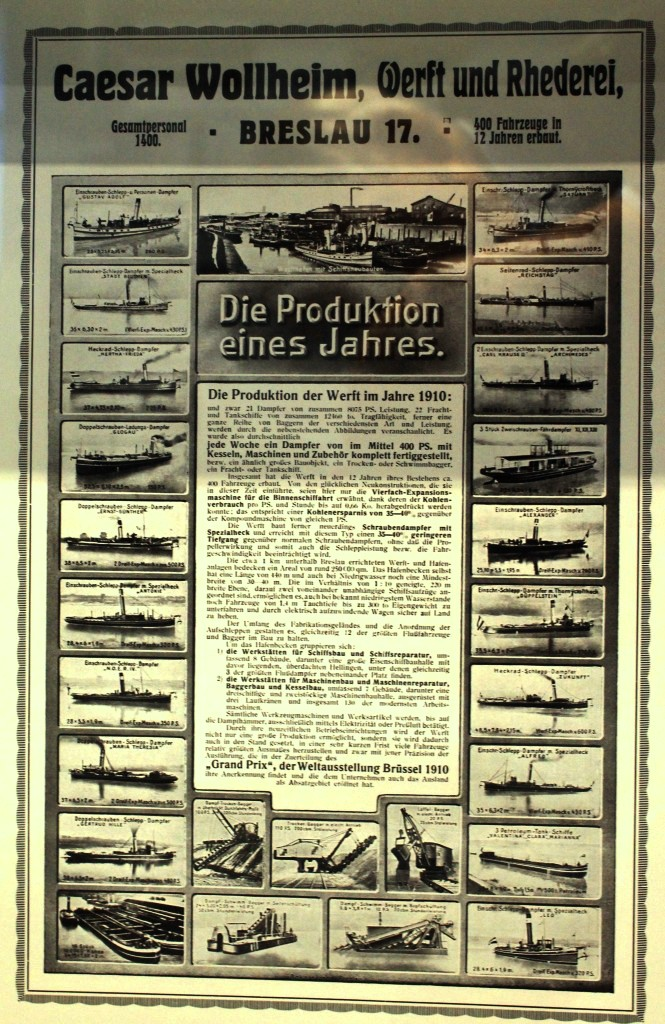
Prospekt der Werft Caesar Wollheim

## Geschichte
Die Werft wurde 1901 als Bestandteil der Reederei gegründet. Erst 1913 wurde die Werft organisatorisch von der Reederei getrennt. Der Schiffbaubetrieb fertigte nicht nur Lastkähne, Rad- und Schraubenschlepper, sondern stellte auch Spezialfahrzeuge, vor allem Schwimmbagger und Tankschiffe, her. Die Werft nahm raschen Aufschwung und bald wurden die von ihr produzierten Binnenschiffe in die Türkei, nach Russland, Brasilien und Ostasien exportiert. Zweigbetriebe entstanden in Regensburg und Stettin-Stolzenhagen. An letzterem Standort wurden auch Fischtrawler gefertigt. Der Hauptsitz in Cosel verfügte über zwei Schiffsaufzüge und besaß eine Graugießerei, eine Metallgießerei und eine Schmiede mit zwei Hämmern. Dort waren in den Jahren des Ersten Weltkriegs rund 1000 Arbeiter beschäftigt. Bis zum Jahre 1921 hatte das Unternehmen bereits 540 Fahrzeuge produziert.
Während der Weltwirtschaftskrise ab 1929 musste sich die Werft auf Reparaturen beschränken. Der Betrieb litt offenbar auch unter der Rassenpolitik des Dritten Reichs und wurde schließlich im März 1939 stillgelegt.

## Besonderheit
1907 wurden auf der Werft zwei Serien von insgesamt 13 elektrisch angetriebenen Ziegel-Transportschiffen mit einer Tragfähigkeit von 200 t für eine Berliner Reederei gebaut. Diese Schiffe wurden zur Versorgung Berlins mit Ziegelsteinen zum Hausbau eingesetzt.
1919 lieferte die Werft den ersten Schlepper (Schweiz) für die neu gegründete Schweizerische Schleppschiffahrtsgenossenschaft.

## Museal erhaltene Schiffe

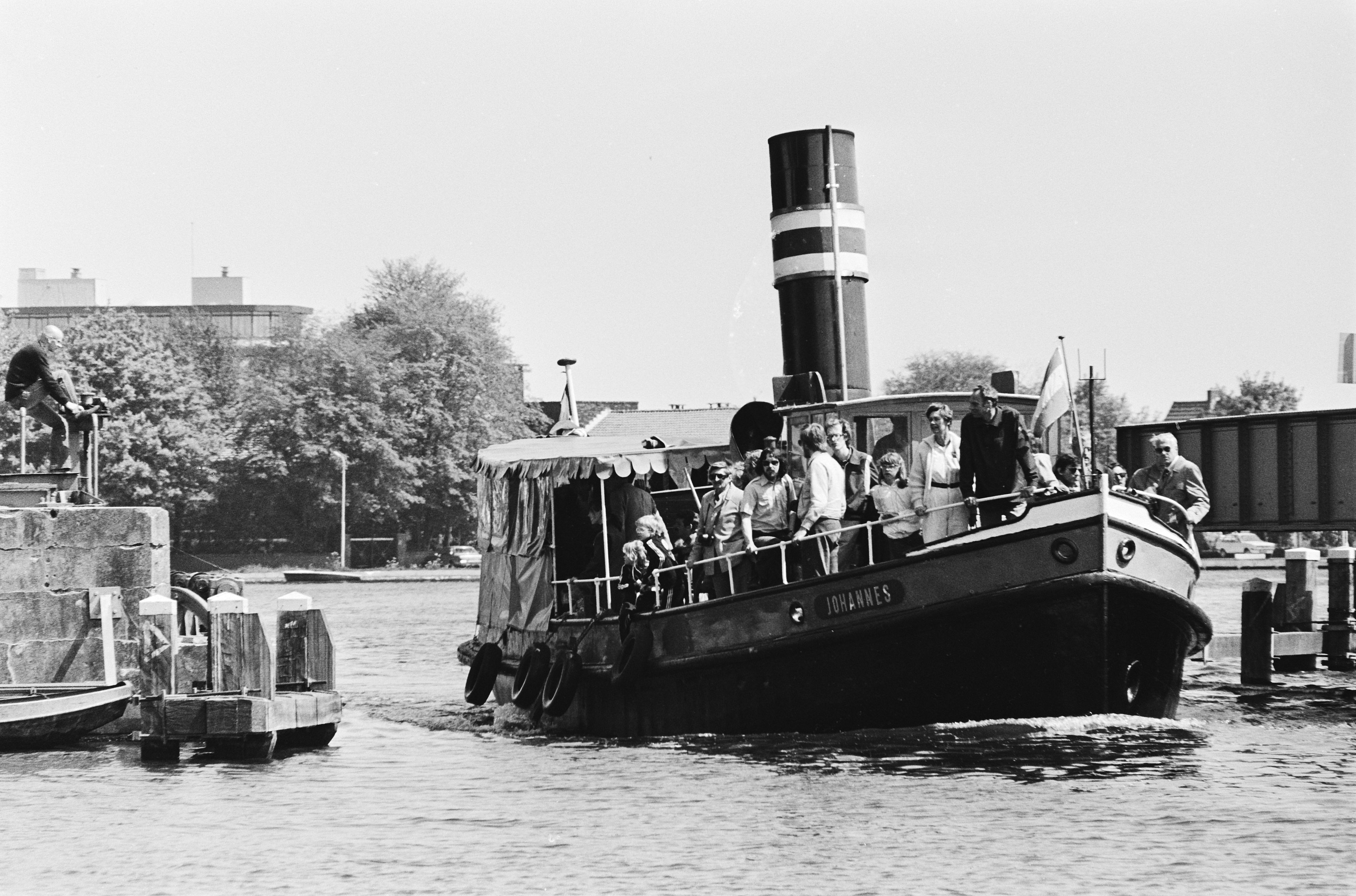
Johannes (1908)

- Johannes, ex Schill (Baujahr 1908), Schlepper, in Westzaan, Niederlande
- Helmut (Baujahr 1923), Schlepper, im Deutschen Schifffahrtsmuseum in Bremerhaven
- Porta (Baujahr 1925), Eimerkettenbagger, im LWL-Industriemuseum Altes Schiffshebewerk Henrichenburg
- Crossen (Baujahr 1928), Schwimmgreifer, im LWL-Industriemuseum Altes Schiffshebewerk Henrichenburg

## Weitere Schiffe
- Johann Knipscheer XVIII (Baujahr 1905), Schlepper, früher Baselfahrer (speziell für den Einsatz auf dem Oberrhein gebaut); in Fahrt bis 1945[1]